# Stropharia squamulosa
Stropharia squamulosa är en svampart som först beskrevs av George Edward Massee, och fick sitt nu gällande namn av George Edward Massee 1906. Stropharia squamulosa ingår i släktet kragskivlingar och familjen Strophariaceae.   Inga underarter finns listade i Catalogue of Life.